# Сильная женщина
«Сильная женщина» (англ. Riding in Cars with Boys — «Автомобильные прогулки с мальчиками») — американский фильм 2001 года режиссёра Пенни Маршалл с Дрю Бэрримор в главной роли, снятый по одноимённой книге Беверли Д’Онофрио.

## Сюжет
С раннего возраста Беверли Д’Онофрио проявляла интерес к литературе, мечтала учиться в колледже в Нью-Йорке и хотела стать писательницей. Но в 15 лет она безумно влюбилась в парня из своей школы. Попытки привлечь его внимание привели к инциденту на вечеринке. За неё заступился симпатичный, но бестолковый 18-летний Рэй Хасек. Через некоторое время Беверли забеременела от него, но несмотря на все трудности решила окончить школу и поступить в колледж. Но достичь этого становится всё труднее, так как Рэй, за которого она вышла замуж, никак не может найти работу и пристрастился к героину.
Благодаря своему таланту, трудолюбию и жизнерадостности Беверли преодолела все трудности и добилась своего: воспитала сына и написала книгу, по мотивам которой был снят этот фильм.

## В ролях
| Актёр            | Роль                       |
| ---------------- | -------------------------- |
| Дрю Бэрримор     | Беверли Д’Онофрио          |
| Стив Зан         | Реймонд «Рэй» Хасек        |
| Бриттани Мёрфи   | Фэй Форрестер              |
| Джеймс Вудс      | Леонард Д’Онофрио          |
| Лоррейн Бракко   | Тереза Д’Онофрио           |
| Сара Гилберт     | Тина Барр                  |
| Винсент Пасторе  | дядя Лу                    |
| Мика Бурем       | Беверли Д’Онофрио в 11 лет |
| Адам Гарсия      | Джейсон Хасек              |
| Логан Лерман     | Джейсон Хасек в 8 лет      |
| Мэгги Джилленхол | Амелия                     |
| Дэвид Москоу     | «Ящер»                     |